# Nikolaj Mihailovič Aleksandrov
Nikolaj Mihailovič Aleksandrov (rusko Николай Михайлович Александров), sovjetski general, * 1906, † 1964.

## Življenjepis
Aleksandrov je bil član vojaškega sveta 50. armade (1944-45), član vojaškega sveta Kijevskega vojaškega okrožja (1950-62), vodja Političnega direktorata Kijevskega vojaškega okrožja (1958-62), član vojaškega sveta Sovjetske južne skupine sil (1962-64) in vodja Političnega direktorata Sovjetske južne skupine sile (1962-64).